# Koszary w Zamościu

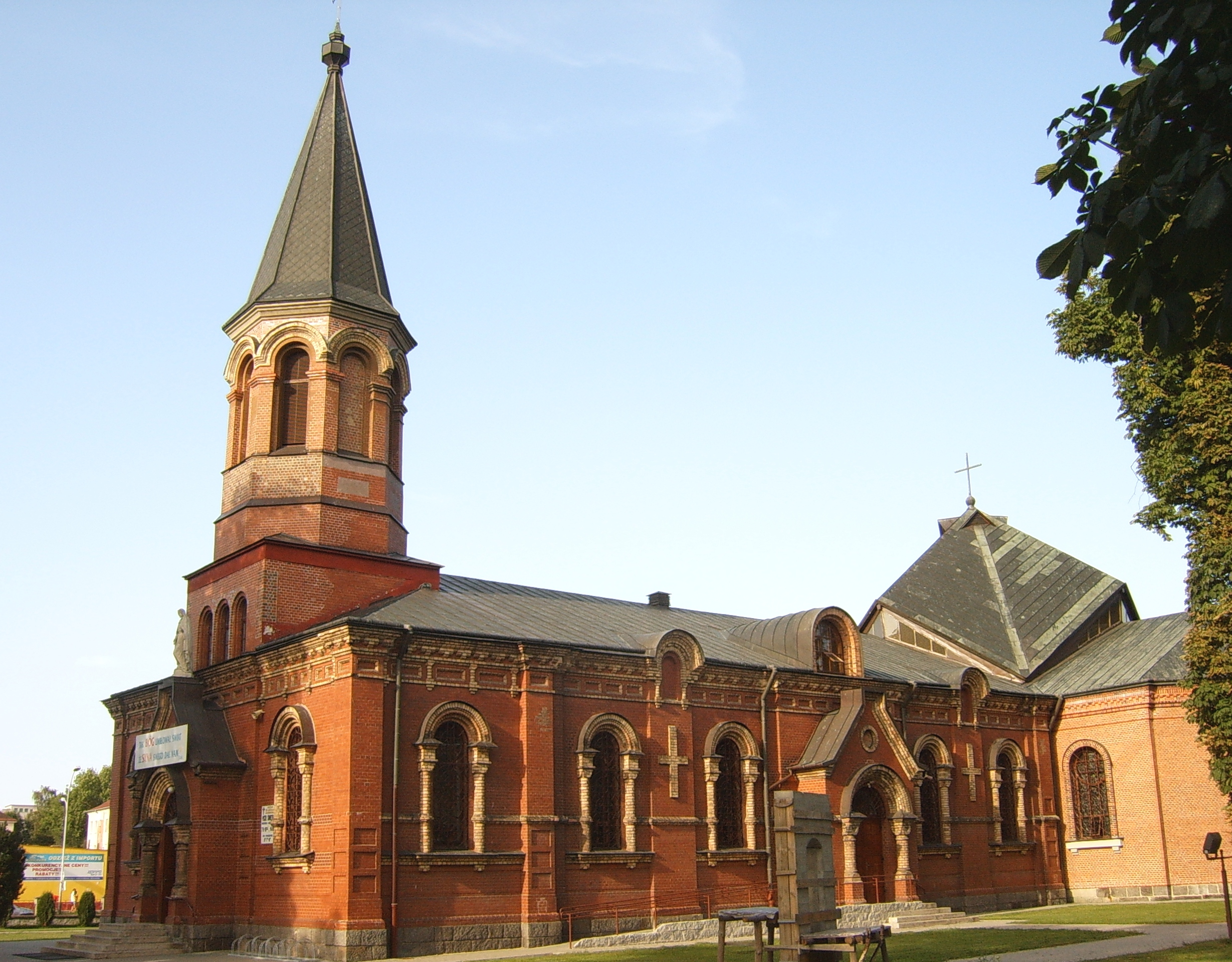
Kościół pw. św. Michała Archanioła

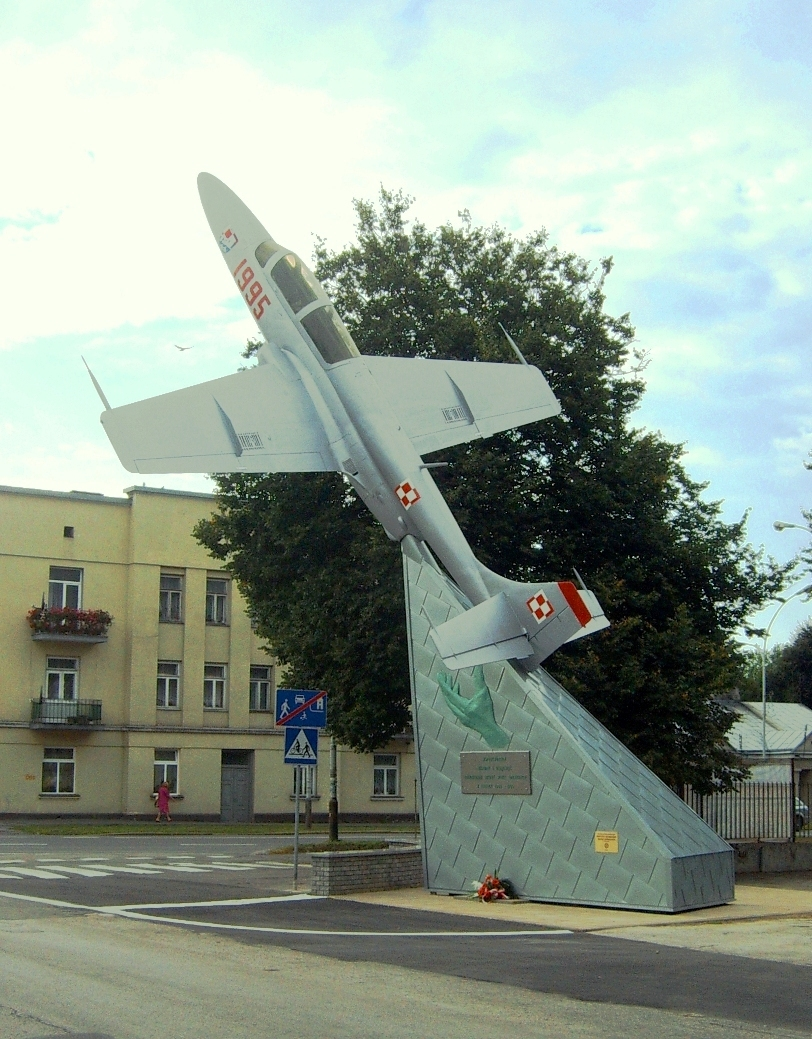
TS-11 Iskra przy dawnym, głównym wjeździe do jednostki wojskowej

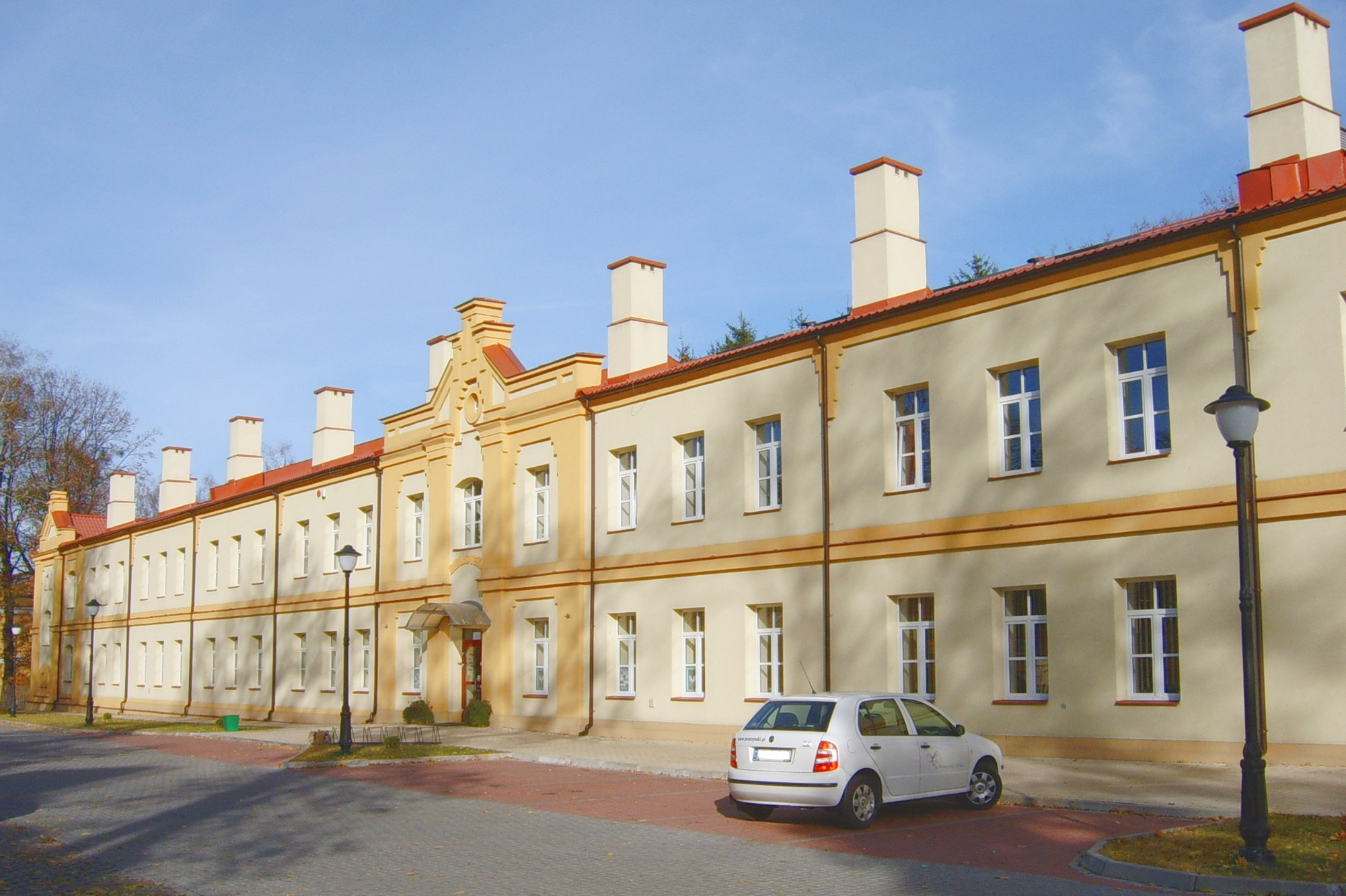
Jeden z budynków koszarowych, otynkowany – obecnie Biblioteka Publiczna oraz Młodzieżowy Dom Kultury

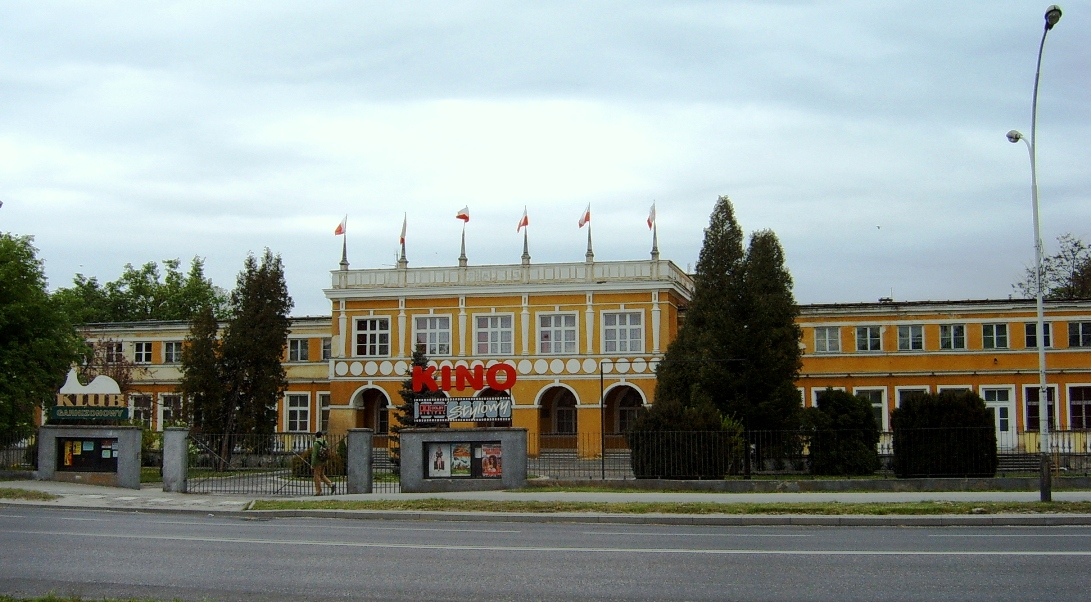
Klub Garnizonowy 3 Batalionu Zmechanizowanego przy ul. J. Piłsudskiego (w 2009 r. z kinem „Stylowy”)

Koszary w Zamościu – kompleks wojskowy wybudowany na początku XX wieku (w latach 1905–1911) przy obecnej ul. J. Piłsudskiego w Zamościu (Os. Kilińskiego).

## Historia
Budowa koszar, budynków administracyjnych i mieszkań rozpoczęła się już na początku XX wieku na dawnym Przedmieściu Lubelskim, z przeznaczeniem dla Cesarskiej Armii Rosyjskiej – początkowo stacjonował tu 66 Butyrski pułk piechoty. Na terenie o powierzchni ponad 40 ha powstał kompleks budynków z czerwonej cegły (nieotynkowanych). Posadzono wtedy drzewa, które obecnie tworzą jeden z większych terenów zieleni na terenie miasta. Wybudowano tu wówczas także cerkiew św. Michała Archanioła (1911), w późniejszym czasie (1918) przekształconą w kościół katolicki pod tym samym wezwaniem (obecnie parafii pw. św. Michała Archanioła).
Po odzyskaniu przez Polskę niepodległości Koszary zostały przejęte (w 1919) przez Wojsko Polskie – do czasu II wojny światowej mieściły się tu takie jednostki jak: 3 pułk artylerii polowej Legionów (w 1932 przemianowany na 3 pułk artylerii lekkiej Legionów) oraz 9 pułk piechoty Legionów, z którego utworzeniem związana była wizyta w 1922 marszałka Józefa Piłsudskiego.
Po II wojnie światowej utworzono tu garnizon Wojsk Lotniczych. Funkcjonowała tu w latach 1951–1995 Techniczna Szkoła Wojsk Lotniczych. Podczas jej działalności szkolono tu dużo podoficerów i chorążych w mechanice samolotów oraz śmigłowców, czego wyrazem było umieszczenie w 1978 przy wjeździe do Koszar (główna brama przy ul. J. Piłsudskiego) samolotu myśliwskiego Lim-2, zastąpionego po likwidacji szkoły Iskrą TS-11, stojącą w tym miejscu do dziś.
Wraz ze zmianami organizacyjnymi, w roku 1996 uformowano tu nową jednostkę – 3 Zamojską Brygadę Obrony Terytorialnej, pod dowództwem początkowo Warszawskiego, a następnie (od 1998) Śląskiego Okręgu Wojskowego. Na początku 2008 jednostkę przekształcono w 3 batalion Obrony Terytorialnej, a nieco później w stacjonujący obecnie 3 Zamojski batalion zmechanizowany (wchodzący w skład 3 Brygady Zmechanizowanej Legionów im. R. Traugutta w Lublinie). W roku 2011 jednostka została przejęta przez 1 Warszawską Brygadę Pancerną im. T. Kościuszki w Warszawie, natomiast od 2019 podporządkowana jest 19 Lubelskiej Brygadzie Zmechanizowanej im. gen. dyw. Franciszka Kleeberga w Lublinie.
Funkcjonuje tu również wojskowa jednostka logistyczna – 32 Zamojski Wojskowy Oddział Gospodarczy im. Hetmana Wielkiego Koronnego Jana Zamoyskiego, jaka podlega 3 Regionalnej Bazie Logistycznej w Krakowie. Ponadto Zamość jest od 2017 roku miejscem dyslokacji 25 batalionu lekkiej piechoty Wojsk Obrony Terytorialnej z 2 Lubelskiej Brygady OT imienia mjr. Hieronima Dekutowskiego "Zapory".

## Architektura i zagospodarowanie
Miejska część Koszar i jednostka wojskowa zajmują rozległy obszar na północ od centrum miasta, po wschodniej stronie ulicy J. Piłsudskiego, sięgający ulic Kamiennej (od południa), ul. Wojska Polskiego (od północy) i zabudowy przemysłowej przy ul. K. Namysłowskiego (od wschodu). Do początku lat 90 XX w. był on w całości ogrodzony, z główną bramą od ul. J. Piłsudskiego oraz dwoma wejściami od ulic Wojska Polskiego i Kamiennej.
Zachowany jest tu charakterystyczny, prosty układ ulic i budynków, zwłaszcza w starszej, obecnie już cywilnej części koszar, przejętej w późniejszych latach przez miasto Zamość – jest to pas między ul. J. Piłsudskiego, a terenem zamkniętym jednostki wojskowej. Główna ulica, o nazwie Koszary (nadanej oficjalnie dopiero w roku 2006) przebiega na linii wschód-zachód od dawnej głównej bramy (przy ul. J. Piłsudskiego) do obecnej bramy wjazdowej na teren jednostki wojskowej. Od niej odbiegają równolegle na północ i południe boczne ulice (bez odrębnych nazw), przy których stoją wspomniane budynki.
Sporą część Koszar zajmują również tereny zielone, a szczególnie szeroki pas drzew (park) między ulicą J. Piłsudskiego a zabudową, od wielu lat w znacznej mierze zaniedbany.
Wśród zabudowy dominują budynki z czerwonej cegły, przy czym są tu zarówno starsze, jak i nowsze, dobudowane w późniejszych latach. Są one jedno- i głównie dwukondygnacyjne, większość z nich cechuje się specyficznym, jednolitym stylowo wystrojem, w tym ryzalitami z niewielkimi szczytami. Nieliczne są otynkowane i mają jasny żółty lub brązowy kolor, a przy niektórych stoją także mniejsze budynki gospodarcze (m.in. garaże). Wybrane mają dość prostszą formę, a wyjątek stanowi niewielki, czteropiętrowy blok mieszkalny, wybudowany w okresie PRL.
Dawniej wykorzystywano je przede wszystkim jako bloki mieszkalne dla pracowników wojska i ich rodzin oraz jako budynki usługowe, m.in. dawna przychodnia lekarska dla wojska w dwóch budynkach połączonych korytarzem i sklep z zakładami usługowymi. Ponadto w okresie Polski Ludowej (1951-53), w miejscu nieistniejącego już pomnika Józefa Piłsudskiego (postawionego w dwudziestoleciu międzywojennym, a rozebranego przez Niemców), tuż obok głównej bramy przy ulicy o tej samej nazwie, wybudowano w stylu socrealistycznym duży gmach Garnizonowego Klubu Oficerskiego (obecnie klub batalionowy 3 BZ), z nawiązującymi do stylu renesansowego Starego Miasta, arkadami na elewacji frontowej, przeznaczonego na uroczystości i cele kulturalne – jest tu m.in. sala kinowa (do 2010 wykorzystywana przez miejskie kino „Stylowy”), a w 2018 otwarto tu Muzeum 3 Dywizji Piechoty Legionów. W listopadzie 2018 roku, na placu przed budynkiem Klubu, odsłonięto nowy pomnik Marszałka J. Piłsudskiego.
Już na początku lat 90. XX w. poszczególne budynki przejmowały różne instytucje, m.in. szkoły społeczne (podstawówka, dawne gimnazjum i liceum) i niepubliczna szkoła wyższa. W związku z tym niektóre z nich zostały przebudowane w celu dostosowania do odpowiedniej funkcji. W późniejszych latach w budynkach powojskowych pojawiły się kolejne obiekty, takie jak Książnica Zamojska (biblioteka publiczna) oraz Młodzieżowy Dom Kultury im. K. Makuszyńskiego (w jednym z większych budynków od strony ul. Kamiennej, 2005), niepubliczne przedszkole, niepubliczna przychodnia, inne obiekty usługowe (m.in. hotele i restauracje) oraz mieszkalne. Wiele bloków nadal pełni dawne funkcje mieszkalne, ponadto są tu obiekty związane z administracją wojskową (Wojskowa Agencja Mieszkaniowa, WKU). Od strony ul. Wojska Polskiego, tuż przy jednostce wojskowej, jeden z budynków przebudowano dodatkowo na potrzeby kościoła parafii wojskowej – pw. św. Jana Bożego.
Cały zespół Koszar (poza jednostką wojskową) obejmujący niemal wszystkie budynki wraz z kościołem św. Michała Arch. oraz zieleń, ujęty jest w gminnej ewidencji zabytków, natomiast układ urbanistyczny części zespołu dawnych koszar (wraz z terenem zamkniętym jednostki wojskowej) został w 2017 wpisany do rejestru zabytków.